# Arnold Gheyloven
Arnold Gheyloven of Geilhoven, in het Latijn Arnoldus Theoderici Gheyloven Roterodamus (Rotterdam, ca. 1375 – Priorij van Groenendaal, 31 augustus 1442), was een augustijnermonnik en jurist die een groot aantal religieuze werken schreef over praktische theologie. Hij was een geestesverwant van de Moderne Devotie en de Broeders des Gemenen Levens. Gheyloven stond op de drempel van de moderne tijd en citeerde als eerste auteur in de Lage Landen uit Petrarca, hoewel nog steeds als morele autoriteit eerder dan als humanist.

## Leven
Gheylhoven groeide op in Rotterdam en studeerde vrije kunsten in Wenen. Rond 1393 ging hij kerkelijk recht volgen aan de universiteit van Bologna onder Gaspare Calderini († 1399). In 1401 zette hij deze studies voort aan de universiteit van Padua, waar hij in oktober 1403 zijn diploma haalde. Zijn leermeester daar was kardinaal Francesco Zabarella. Ten laatste in 1409 werd Gheyloven kanunnik in de priorij van Groenendaal. Hij schreef er een dertigtal werken. Acht ervan zijn bewaard, waaronder verschillende autografen. Het bekendste, de Gnotosolitos, werd door de Brusselse Broeders van het Gemene Leven postuum in druk gebracht (1476).

## Gnotosolitos
Gheyloven schreef de Gnotosolitos, een neologisme dat iets als Ken uzelf moet betekenen, als 'nederige profes' in Groenendaal. Het is een systematische catechese die zich richtte tot geestelijken in opleiding, zodat ze de nodige kennis van theologie, moraal en kerkelijk recht zouden hebben om de biecht af te nemen. De Kleine Gnotosolitos was bedoeld voor studenten in Deventer en aan een Leuvense pedagogie (de universiteit bestond nog niet). Hij bevatte dertien rubrieken: zeven hoofdzonden, tien geboden, twaalf evangelische raden, vijf zinnen, twaalf geloofsartikelen, zeven sacramenten, acht zaligheden, zeven gaven van de Heilige Geest, zeven lichamelijke werken van barmhartigheid, zeven geestelijke werken van barmhartigheid, negen vreemde zonden, zes zonden tegen de Heilige Geest en vier wraakroepende zonden. De Grote Gnotosolitos voegde daar nog drie rubrieken aan toe (twaalf vruchten van de Heilige Geest, drie theologale deugden, vier kardinale deugden) en een tweede deel over excommunicatie e.d.
De broeders die het werk na Gheylovens dood drukten, noemden het een 'gewetensspiegel'.

## Naamvarianten
Geilhoven, Geilloven, Geylhoven, Gheiloven, Gheylhoven, Gheilhoven en Gheelensis.

## Werk

### Manuscripten
- Gnotosolitos parvus, ca. 1423 (Luik, Bibliothèque du Grand Séminaire, 6 F 18)
- Gnotosolitos magnus, ca. 1423 (Kamerijk/Berlijn)
- Remissorium juris utriusque (2 dln., 1429)
- Tractatus de contractibus usurariis sive Foeneratorium

### Uitgaven
- Gnotosolitos, sive speculum conscientiae, 1476
- A. G. Weiler (ed.), Arnoldus Gheyloven Roterodamus. Gnotosolitos parvus, in: Corpus Christianorum Continuatio Medieualis, nr. 212, 2008, ISBN 978-2-503-05121-5